# Aniés

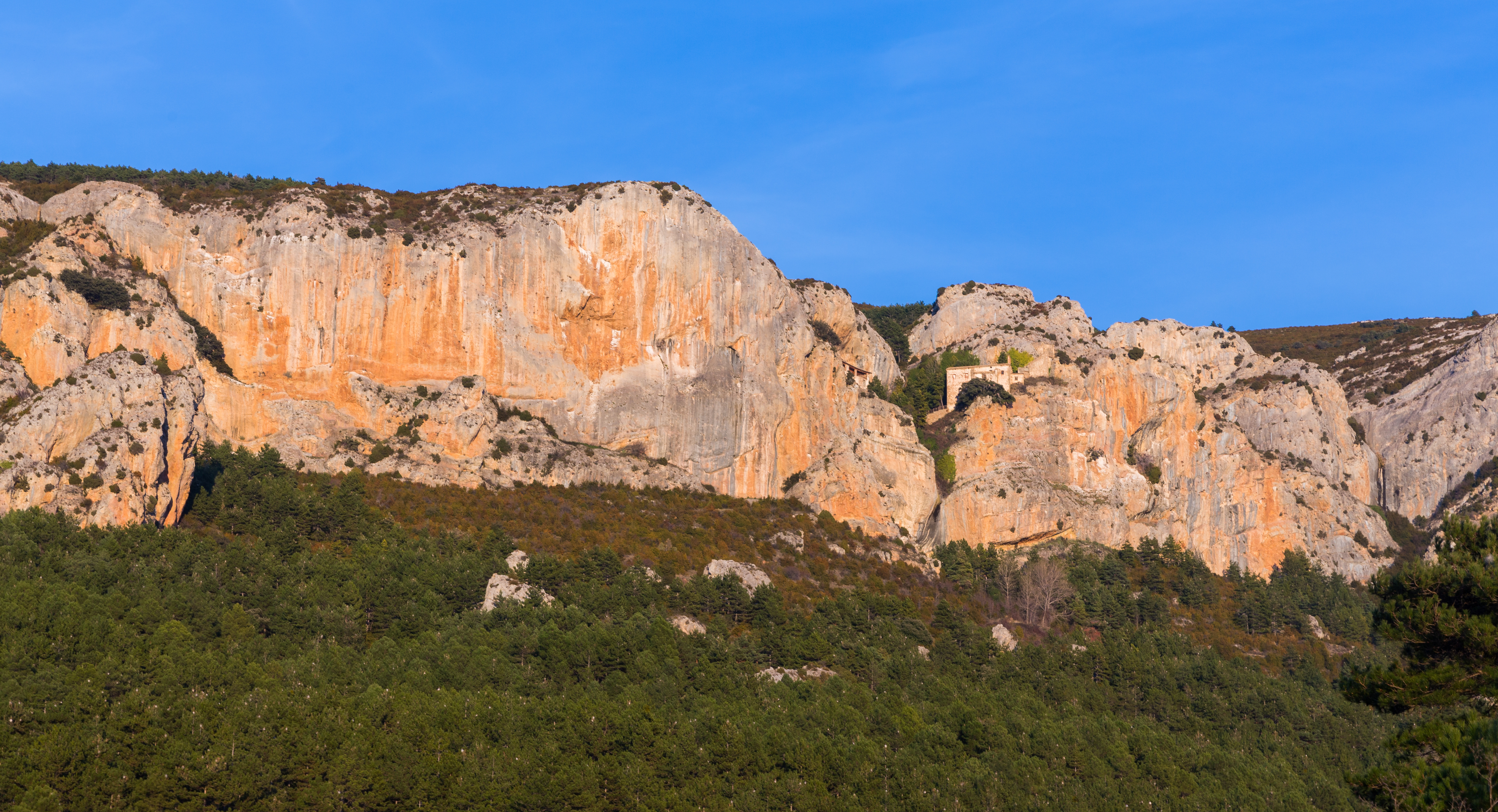
Vue de la chapelle d'Aniés.

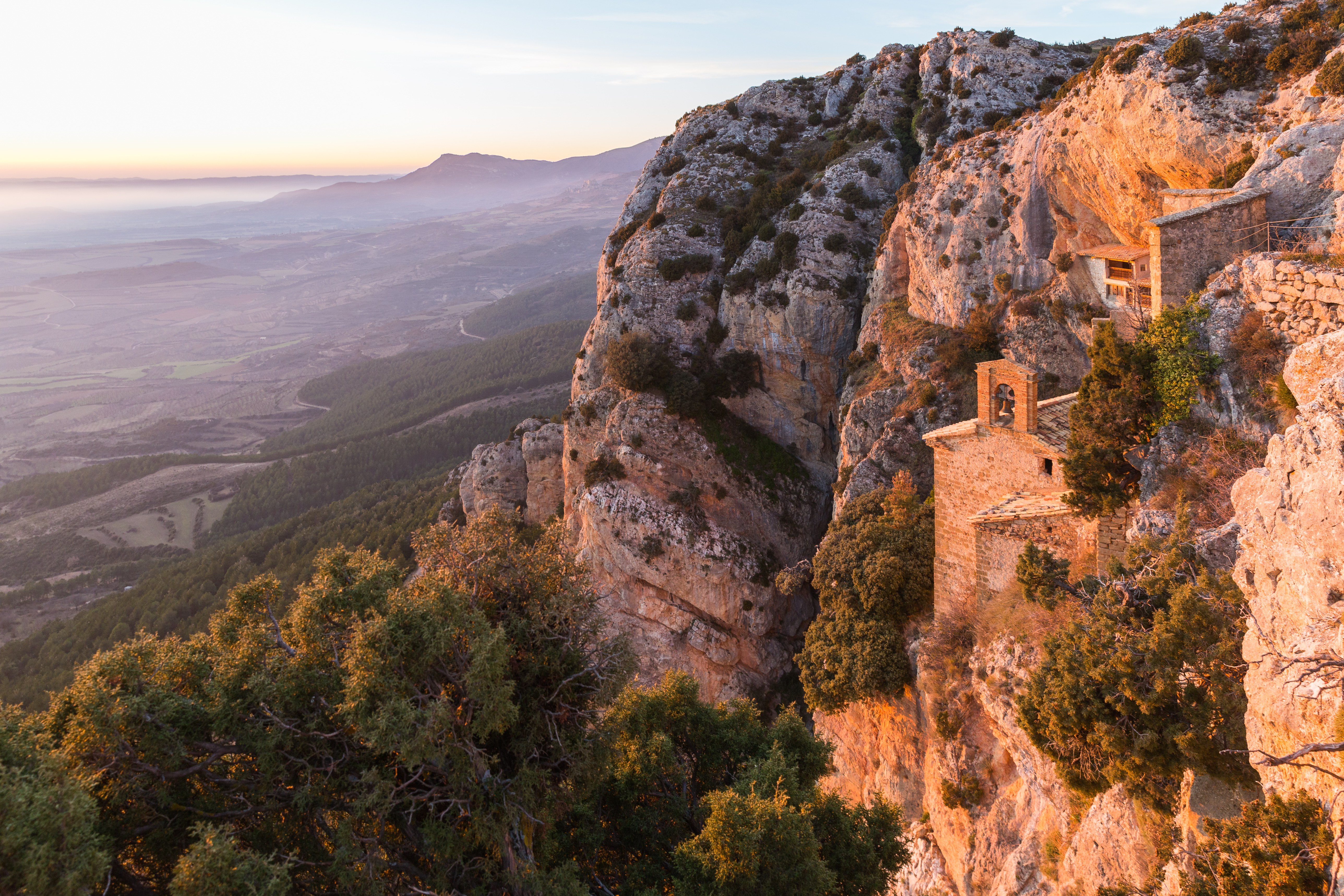
Ermitage de la Vierge de la Peña

Aniés est une localité de la comarque de Hoya de Huesca, qui appartient à la municipalité de La Sotonera dans la Province de Huesca en Espagne. Aniés est située entre les rivières Riel et Sotón, à 27 kilomètres de Huesca.

## Démographie
Évolution démographique
| 1970 | 2000 | 2001 | 2002 | 2003 | 2004 | 2011 | 2015 |
| ---- | ---- | ---- | ---- | ---- | ---- | ---- | ---- |
| 236  | 134  | 145  | 142  | 140  | 140  | 151  | 145  |

## Histoire
Le territoire d'Aniés, de 1084 à 1158, au moins, était régi par tenure.
En juin 1198, le roi Pierre II d'Aragon cède à l'évêque Richard d'Huesca le droit de patronage sur l'église d'Aniés. Cette même église est donnée à l'ordre de l'Hôpital, en décembre 1201, par Garcia Gudal, évêque d'Huesca.
En 1566, Aniés fait partie de l'Ordre de l'Hôpital.
En 1845, à Aniés, il y avait:
- 114 maisons de 10 ou 12 pieds de haut
- Une école de premières lettres avec 40 ou 50 élèves
- 3 sources pour abreuver les bêtes et le bétail
- 2 moulins à farine sur la rivière Riel
- 2 épiceries, une boulangerie et un four à pain

En 1965, Aniés s'unit avec Bolea, puis, en 1973, Bolea, Puibolea, Lierta, Esquedas et Plasencia del Monte fusionnent pour former La Sotonera.

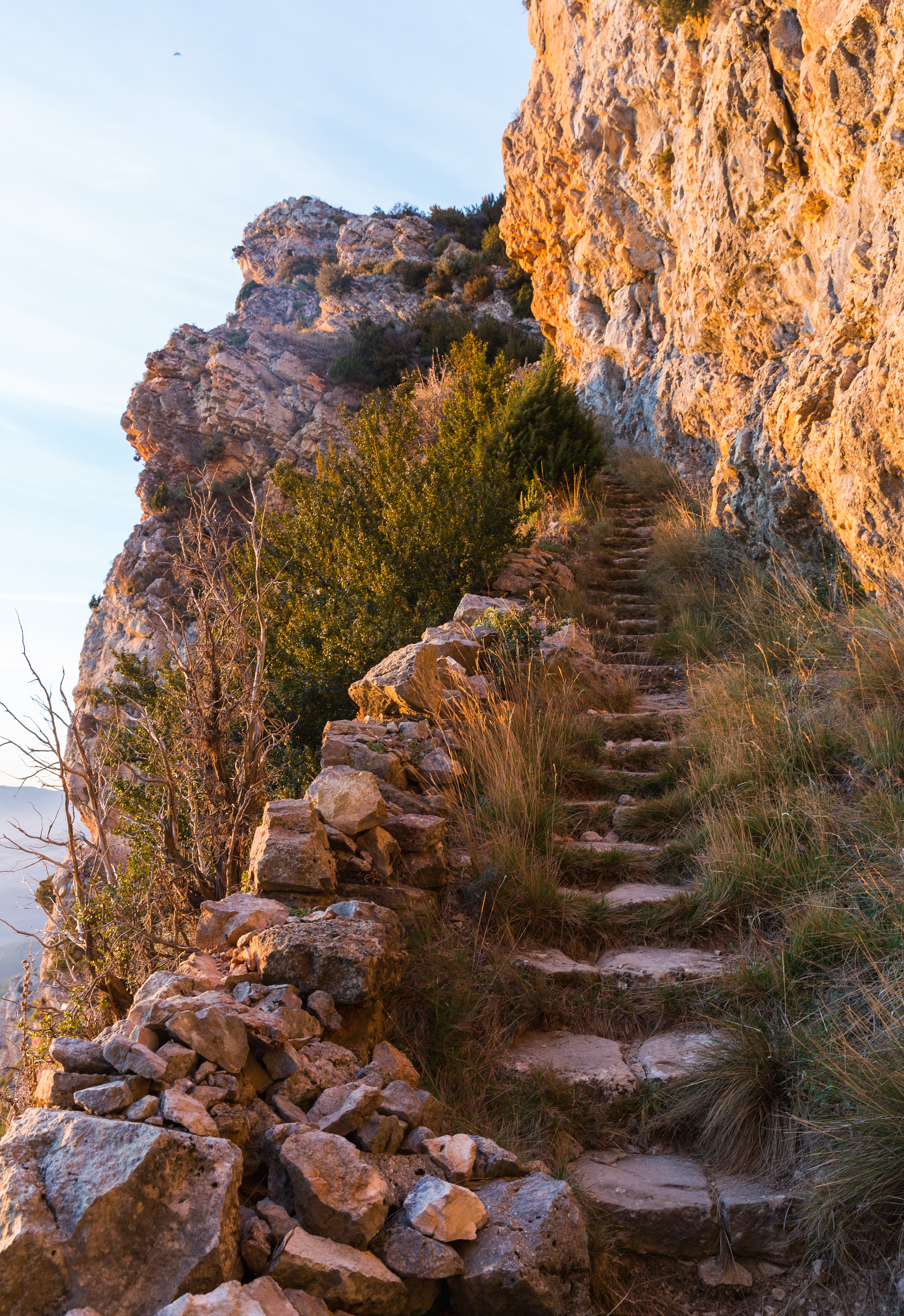
Chemin d'accès à l'ermitage de la Vierge de la Peña.

## Patrimoine

### Monuments
- Église paroissiale San Esteban
- Ermitage de Nuestra Señora de la Peña
- Ermitage de San Cristóbal
- Ermita de Santa Bárbara
- Ermita de San Cosme y San Damián
- Armuriers
- Le village ibérique de Sarrablo.
- Le moulin à farine du XIXe siècle
- Le lavoir de Fermelar
- Maison La Abadía -1640-
- Maison Cañardo, fenêtre intéressante avec angelots, soleils...
- Maison Mainer
- Croix de terme à l'entrée du village

### Patrimoine culturel
Les fêtes patronales ont lieu tous les 3 août à l'honneur du patron San Esteban, et le deuxième samedi de mai en l'honneur de la Vierge de la Peña.

## Économie
Dans le village se trouve le bureau d'un médecin, une aire de jeux, des piscines, un bar, une épicerie, plusieurs maisons de tourisme rural et un club social avec deux salles de réunion dont l'une, la plus grande, est utilisée pour les fêtes populaires.